# 中国驻斯洛伐克大使列表
本列表为滿洲國和中華人民共和國驻斯洛伐克历任大使名录（附中華民國駐斯洛伐克歷任代表）。

## 历任驻斯洛伐克大使

### 中华民国、中华人民共和国驻捷克斯洛伐克公使、大使（1931年－1992年）
1931年起中华民国开始派遣驻捷克斯洛伐克公使。1944年7月25日，驻捷克斯洛伐克公使馆升格为大使馆。1949年10月5日，捷克斯洛伐克宣布承认中华人民共和国政府，次日两国建交。1992年12月31日，捷克斯洛伐克解体。外交关系由捷克和斯洛伐克共同继承。

### 附：满洲国驻斯洛伐克公使（1943年－1945年）
1939年，斯洛伐克国寻求满洲国承认斯洛伐克独立。1939年6月1日，满洲国正式承认斯洛伐克独立，两国建交。
| 姓名   | 任命         | 到任 | 递交国书 | 免职 | 离任 | 外交衔级 | 外交职务     | 备注     | 备注 |
| ------ | ------------ | ---- | -------- | ---- | ---- | -------- | ------------ | -------- | ---- |
| 吕宜文 | 1943年9月1日 |      |          |      |      | 公使     | 特命全权公使 | 驻德国兼 |      |

### 附：中华人民共和国驻布拉迪斯拉发总领事（1992年）
1987年3月7日，中华人民共和国和捷克斯洛伐克达成在布拉迪斯拉发总领事馆的协议。1992年10月7日，中华人民共和国设立驻布拉迪斯拉发总领事馆，同年12月28日宣布，自1993年1月1日起，总领事馆升级为驻斯洛伐克大使馆。
| 姓名   | 任命         | 到任       | 免职 | 离任           | 领事职务 | 备注               | 备注 |
| ------ | ------------ | ---------- | ---- | -------------- | -------- | ------------------ | ---- |
| 齐国辅 | 1992年9月5日 | 1992年10月 |      | 1992年12月31日 | 总领事   | 转任大使馆临时代办 |      |

### 中华人民共和国驻斯洛伐克大使（1993年至今）
1993年1月1日，斯洛伐克独立，中国立即予以承认并建交，驻布拉迪斯拉发总领事馆变更为中国驻斯洛伐克大使馆。
| 姓名   | 任命           | 任命           | 到任          | 递交国书       | 免职           | 免职           | 离任       | 外交衔级 | 外交职务     | 备注     |
| 姓名   | 全国人大常委会 | 主席           | 到任          | 递交国书       | 全国人大常委会 | 主席           | 离任       | 外交衔级 | 外交职务     | 备注     |
| ------ | -------------- | -------------- | ------------- | -------------- | -------------- | -------------- | ---------- | -------- | ------------ | -------- |
| 齐国辅 | 不適用         | 不適用         | 1993年1月1日  |                | 不適用         | 不適用         | 1993年3月  |          | 临时代办     | 筹备开馆 |
| 唐湛清 | 1992年12月28日 | 1993年3月2日   | 1993年3月     | 1993年3月19日  | 1995年12月28日 | 1996年5月16日  | 1996年1月  | 大使     | 特命全权大使 |          |
| 陶苗发 | 1995年12月28日 | 1996年5月16日  | 1996年5月     |                | 1999年8月30日  | 1999年12月8日  | 1999年11月 | 大使     | 特命全权大使 |          |
| 苑桂森 | 1999年8月30日  | 1999年12月8日  | 1999年12月    | 1999年12月9日  | 2003年4月26日  | 2003年9月28日  | 2003年7月  | 大使     | 特命全权大使 |          |
| 黄忠坡 | 2003年4月26日  | 2003年9月28日  | 2003年8月     |                | 2008年2月28日  | 2008年6月5日   | 2008年5月  | 大使     | 特命全权大使 |          |
| 陈建福 | 2008年2月28日  | 2008年6月5日   | 2008年5月20日 | 2008年6月4日   | 2010年4月29日  | 2010年9月1日   | 2010年8月  | 大使     | 特命全权大使 |          |
| 顾子平 | 2010年4月29日  | 2010年9月1日   | 2010年8月13日 | 2010年8月18日  | 2012年10月26日 | 2013年3月13日  | 2013年3月  | 大使     | 特命全权大使 |          |
| 潘伟芳 | 2012年10月26日 | 2013年3月13日  | 2013年3月16日 | 2013年4月25日  | 2015年7月1日   | 2015年12月11日 | 2015年10月 | 大使     | 特命全权大使 |          |
| 林琳   | 2015年7月1日   | 2015年12月11日 | 2015年11月9日 | 2015年12月8日  | 2019年10月26日 | 2020年3月3日   | 2019年12月 | 大使     | 特命全权大使 |          |
| 孙立杰 | 2019年10月26日 | 2020年3月3日   | 2020年2月8日  | 2020年6月10日  |                | 2023年10月20日 | 2023年8月  | 大使     | 特命全权大使 |          |
| 蔡革   |                | 2023年10月20日 | 2023年9月21日 | 2023年10月18日 | 现任           |                |            | 大使     | 特命全权大使 |          |